# Discromatòpsia
La discromatòpsia és un disfunció visual consistent en alteració en la percepció del color: una ceguetat parcial per als colors. La discromatòpsia cromàtica consisteix en la distinció de dos o més colors però no de llurs matisos. En canvi, una persona amb discromatòpsia dicromàtica només és capaç de distingir dos colors: blanc per a les tonalitats clares i negre per a les fosques.
Popularment, la paraula daltonisme s'empra per referir-se de manera general a la ceguesa per als colors. Aquest terme, però, s'aplica més correctament a un tipus particular de discromatòpsia congènita conegut com a deuteranopia, caracteritzat per la falta de percepció d'un o dos colors, conservant les altres funcions oculars. Els colors més afectats són el vermell i el verd.

## Classificació
- Monocromàcia
- Dicromàcia
- Visió tricromàtica anòmala.